# The Lesser of Two Evils
«The Lesser of Two Evils» (укр. «Менше з двох зол») — шоста серія другого сезону анімаційного серіалу «Футурама», що вийшла в ефір у Північній Америці 20 лютого 2000 року.

Автор сценарію: Ерік Горстед.

Режисер: Кріс Сов.

## Сюжет
Команда «Міжпланетного експреса» відвідує парк розваг «Давнорама», який відтворює побут XX століття. Намагаючись продемонструвати вміння водити бензинове авто зі своєї епохи, Фрай випадково збиває робота, який зовні дуже нагадує Бендера. Друзі відводять постраждалого до офісу своєї компанії, де професор Фарнсворт ремонтує його. Робот називає себе Флексо, як і Бендер, він є згинальним пристроєм. Його єдина відмінність — трикутна металева борідка. Флексо і Бендер швидко стають приятелями, і це починає дратувати Фрая.
Тим часом професор дає команді нове завдання: доставити на планету Пова 9 атом «юмбонію» (вигаданий елемент), вмонтований у тіару, який має стати головним призом на конкурсі «Міс Всесвіт». Через високу вартість призу, професор наймає Флексо для додаткової безпеки.
Ліла призначає позмінне чергування коло атома, але коли надходить черга Фрая, той засинає і атом зникає. Фрай підозрює Флексо, вважаючи, крім, того, що він зголив свою борідку, щоби замаскуватися. Після того, як з’ясовується, що Бендер — справжній, команда вирушає повідомити організаторів конкурсу про крадіжку.
У коридорах приміщення, де проводиться конкурс, вони стикаються з Флексо. Між ним і Бендером зав’язується бійка, під час якої дверцята на корпусі Бендера відчиняються, і всі бачать схований всередині атом. Флексо пояснює команді, що бачив, як Бендер украв атом, і йшов повідомити про це дирекцію конкурсу. Проте поліція помилково заарештовує Флексо.
Серія завершується перемогою в конкурсі «Міс Всесвіт» гігантської інфузорії, яка й отримує привезений «Міжпланетним експресом».

## Персонажі
У конкурсі «Міс Всесвіт» беруть участь такі представниці різних планет:
- Міс Арракіс (вигадана планета з фільму «Дюна»): гуманоїдна істота синього кольору з рогами і ластами.
- Міс Крихітна Досконалість: маленька чорна істота з багатьма очима і грудьми.
- Міс Вега 4: велетенська фіолетова інфузорія — переможець.
- Міс Небеса: зелений згусток енергії.
- Міс Плутон: гуманоїд синього кольору з рожевим волоссям.
- Міс Манери: інопланетянка бірюзового кольору з копитами й антенами.
- Міс Метанова Планета: на ім'я Смердюка Смокченко, безнога інопланетянка, що складається з метану.
- Міс земний Місяць: Буханаторша, великий робот рожевого кольору, що може трансформуватися в автомобіль.
- Міс Безіменна Планета №2856-Б: зелена з оранжевим волоссям і трубою замість носа. Фаворитка  Заппа Бренніґана.

- Журі конкурсу: трисоліанець Флорп, Калькулон і Запп Бренніґан.

## Пародії, алюзії, цікаві факти
- Стриптиз-клуб для роботів носить назву «Electric Ladyland» — на честь альбому Джимі Гендрікса.
- Конкурс «Міс Всесвіт» пародіює конкурс, який існує в реальності. Його ведучий Боб Баркер у дійсності неодноразово вів шоу «Міс Америка».
- Учасниця конкурсу Міс Небеса складається з концентричних світлових кіл, що є алюзією на структуру небес, описану в «Божественній комедії» Данте Аліґ'єрі.
- «Жінка-радіатор», яку згадує Фрай, є можливою алюзією на фільм  Девіда Лінча «Голова-гумка».
- Вартуючи атом, Бендер читає журнал «Pentium House» — алюзія на еротичний журнал «Penthouse» і на марку процесорів Pentium.

## Особливості українського перекладу
- У музейному каталозі в «Давнорамі» Ліла читає: « Гробниця духовного лідера ХХ століття Леоніда Ілліча ».
- У «Давнорамі» також демонструється «Собор святого Омельченка».
- Здивований Гермес вигукує: «Святі тотеми і скіфські баби!»
- У цій серії Буханаторша названа «Розчавидло»